# Georg Günther (Manager)
Georg Günther (* 2. September 1869 in Ilsenburg; † 13. Mai 1945 in Wien) war ein deutsch-österreichischer Industriemanager.

Aufnahme von Georg Fayer (1929)

## Leben und Wirken
Günther studierte von 1888 bis 1892 an der Montanistischen Hochschule in Leoben. Seit 1888 war er Mitglied des Deutsch-akademischen Vereins Cruxia (seit 1913 Leobener akademische Burschenschaft Cruxia). Er trat 1892 als Hütteningenieur in die Witkowitzer Eisenwerke ein. Günther übernahm früh verantwortungsvolle Positionen in der Wirtschaft der Donaumonarchie.
Ab 1898 war er als Zentraldirektor der Böhmischen Montangesellschaft tätig. 1904 bis 1909 war er Generaldirektor bei den Škoda-Werken in Pilsen, während des Ersten Weltkriegs und danach leitete er die Österreichische Waffenfabriksgesellschaft. 1923 bis 1930 war er Vorsitzender des Verwaltungsrats der Bundesbahnen Österreichs. 
Sein Grab befindet sich auf dem Döblinger Friedhof (Gr. 22, Nr. 19).

## Publikationen
- Die Gebarung der Oesterreichischen Staatsbahnen. Vortrag gehalten am 21. März 1914. Selbstverlag, Wien 1914.
- Unsere zukünftige Industriepolitik. Referat. Selbstverlag, Wien 1917.
- Die Bundesbahnen als Wahlparole. Selbstverlag, Wien 1930.
- Lebenserinnerungen. Selbstverlag, Wien 1936.

## Auszeichnungen
- 1917: Ehrendoktorat der Technischen Hochschule Wien[3]